# Sigrid Elsenbruch
Sigrid Elsenbruch ist eine deutsche Psychologin und Hochschullehrerin. Sie ist Professorin für Medizinische Psychologie und Medizinische Soziologie an der Ruhr-Universität in Bochum.  

## Werdegang
Elsenbruch promovierte im Jahr 2000 an der University of Oklahoma. Anschließend war sie als Wissenschaftliche Assistentin an der Medizinischen Fakultät der Universität Duisburg-Essen tätig. Hier forschte sie zum Themenbereich Viszeraler Schmerz.
Im Jahr 2004 habilitierte Elsenbruch sich an der Universität Duisburg-Essen und erhielt die Venia legendi für Medizinische Psychologie. Bis 2007 war sie Geschäftsführende Direktorin des Instituts für Medizinische Psychologie des Essener Universitätsklinikums, anschließend bis 2009 erneut Wissenschaftliche Assistentin. In den Jahren 2009 und 2010 erhielt sie ein Heisenberg-Stipendium der Deutschen Forschungsgemeinschaft. Das Stipendium wurde im Juni des Jahres 2010 in eine Professur für Experimentelle Psychobiologie an der Universität Duisburg-Essen umgewandelt.
Ab 2014 hatte Elsenberg eine W3-Professur an der Essener Universität inne, die ab Januar 2016 im Zuge einer Neuausrichtung durch das Landesprogramm Geschlechtergerechte Hochschulen des Ministerium für Kultur und Wissenschaft des Landes Nordrhein-Westfalen gefördert wurde. Im April 2020 wurde Elsenbruch an die Ruhr-Universität Bochum berufen und übernahm dort die Leitung der Abteilung für Medizinische Psychologie und Medizinische Soziologie.

## Wissenschaftlicher Beitrag
Elsenbruchs Forschungen zur Schmerzrezeption, insbesondere viszeraler Schmerzen, sowie den Auswirkungen von Entzündungen auf das Schmerzaufkommen wurden mehrfach von der Deutschen Forschungsgemeinschaft unterstützt. Für ihre Arbeit zu den Funktionen und Erkrankungen des Magen-Darm Bereichs wurde ihr im Jahr 2012 der nach Oskar Pintsch benannte, mit 50.000 Euro dotierte Oskar-Medizin-Preis der Stiftung Oskar-Helene-Heim verliehen. Die Auszeichnung gehört zu den höchstdotierten Medizinpreisen Deutschlands und wird auch als Medizin-Oscar bezeichnet. Elsenbruch wurde zusammen mit dem Humanbiologen Michael Schemann ausgezeichnet.

### Publikationen
Gemeinsam mit Corinna Petersen-Ewert war Elsenbruch bis 2013 Herausgeberin der Zeitschrift für Medizinische Psychologie, dem offiziellen Organ der Deutschen Gesellschaft für Medizinische Psychologie. In dieser und weiteren Fachzeitschriften erschienen zahlreiche ihrer Beiträge, hierzu gehören Behavioral Brain Research (Elsevier Verlag), Der Schmerz (Springer Medizin Verlag) und das open-access Fachmagazin Frontiers in Psychiatry.

### Positionen
Nach Elsenbruchs Ansicht liegen der geschlechterspezifisch unterschiedlichen Verleitung der Krankheitslast mancher Erkrankungen nicht nur biologische, sondern auch psycho-soziale Faktoren zugrunde. Als anschauliche Beispiele hierfür sieht sie das Reizdarmsyndrom an, von dem Frauen doppelt so häufig betroffen sind, wie Männer.

## Engagement
Elsenbruch ist seit 2005 Mitglied der Deutschen Gesellschaft für Psychologie. Elsenbruch ist zudem Mitglied im Essener Kolleg für Geschlechterforschung und engagiert sich im Netzwerk Frauen- und Geschlechterforschung NRW. Im Rahmen dieser Initiative arbeitet Elsenbruch gemeinsam mit Andrea Kindler-Röhrborn zur experimentellen Tumorforschung, zur medizinischen Psychologie und zur Verhaltensimmunbiologie. 

## Ehrungen und Auszeichnungen
- 2009 Heisenberg-Stipendium der Deutschen Forschungsgemeinschaft
- 2012 Oskar-Medizin-Preis der Stiftung Oskar-Helene-Heim[5]